# Остання миля (транспорт)

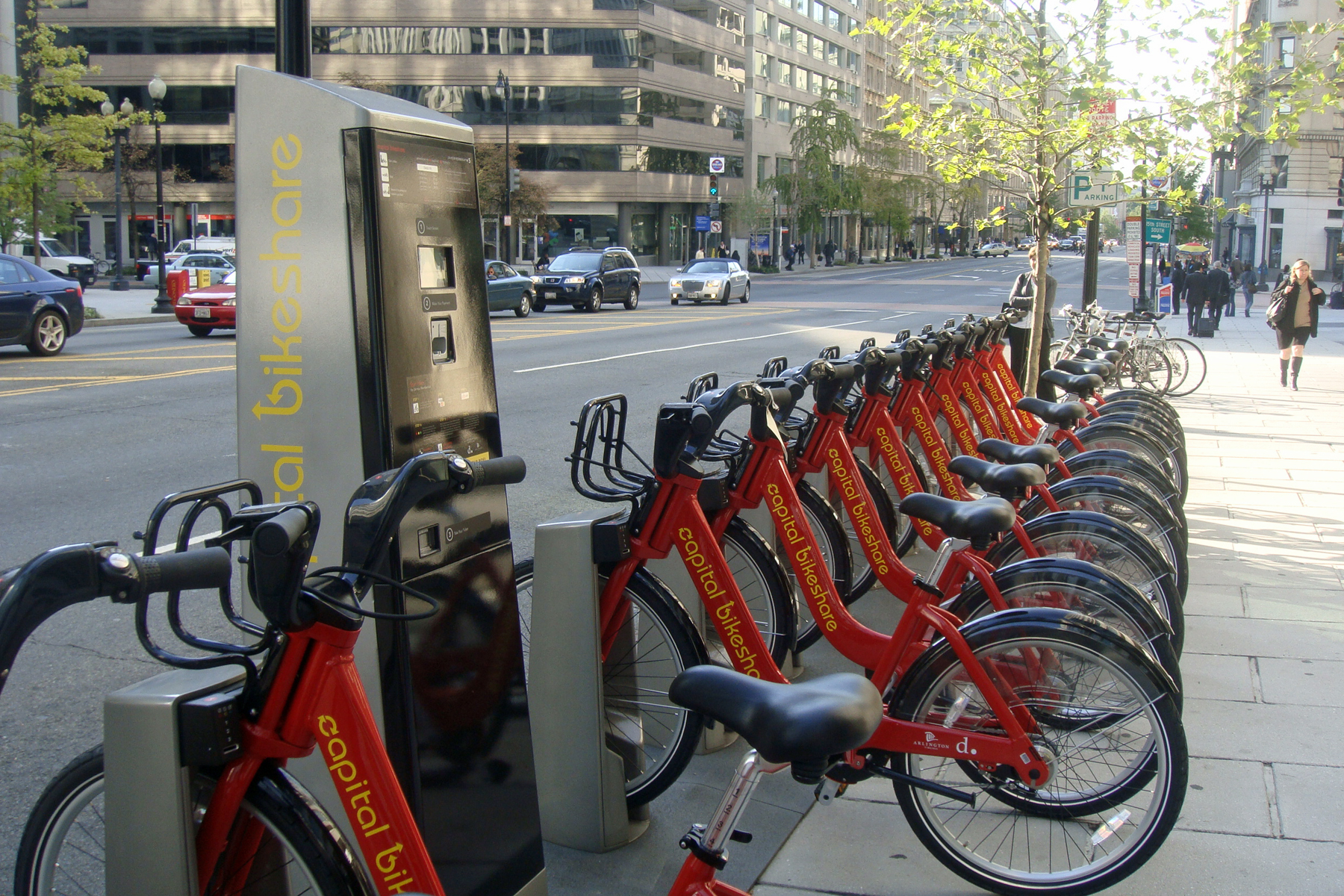
Системи велопрокату, такі як Washington's Capital Bikeshare, є одним зі способів полегшити "проблему останньої милі"

В управлінні ланцюгом постачання та плануванні транспортування остання миля або останній кілометр є останнім етапом подорожі, що включає переміщення людей і товарів від транспортного вузла до кінцевого пункту призначення. «Остання миля» була запозичена з телекомунікаційної галузі, яка натрапила на труднощі підключення окремих будинків до основної телекомунікаційної мережі. Подібним чином, в управлінні ланцюгом постачання «остання миля» описує важку останню частину в транспортуванні людей і товарів від центрів до кінцевих пунктів призначення. Доставка «останньої милі» стає все більш досліджуваною сферою, оскільки кількість доставок «бізнес-споживач» (b2c) зростає, особливо завдяки компаніям електронної комерції у сфері вантажних перевезень і компаніям, що надають спільні поїздки у сфері особистого транспорту. Деякі проблеми доставки «останньої милі» включають мінімізацію витрат, забезпечення прозорості, підвищення ефективності та покращення інфраструктури.

## Історія
«Остання миля» спочатку використовувалася в телекомунікаційній галузі для опису труднощів підключення будинків і підприємств кінцевих користувачів до основної телекомунікаційної мережі. Остання «миля» кабелю чи дроту використовується лише одним клієнтом. Тому витрати на встановлення та підтримку цієї інфраструктури можна амортизувати лише за рахунок одного абонента, порівняно з багатьма клієнтами в основних «магістралях» мережі.
В управлінні ланцюгом поставок «остання миля» описує подібну проблему для транспортування людей або вантажів. У мережах вантажних перевезень посилки можна ефективно доставляти до центрального вузла кораблем, потягом або іншим способом, але потім їх потрібно завантажити в менші транспортні засоби для доставки окремим клієнтам. У транспортних мережах «остання миля» описує зростаючі граничні витрати на доставку людей від транспортного вузла, такого як аеропорт чи залізнична станція, до кінцевого пункту призначення.

## Використання в доставці товарів
Транспортування вантажів залізничними мережами та морськими контейнеровозами часто є найефективнішим і найрентабельнішими способами доставки. Однак, коли товари прибувають на вантажну станцію чи порт із великою пропускною спроможністю, їх потрібно транспортувати до кінцевого пункту призначення. Ця остання ланка ланцюга постачання часто менш ефективна, на неї припадає до 53% загальних витрат на переміщення товарів. Це стало відомим як «проблема останньої милі».  Проблема останньої милі також може включати проблему доставки в міських районах. Поставки до роздрібних магазинів, ресторанів та інших торгових точок у містах часто спричиняють затори та проблеми з безпекою.
Пов’язаною проблемою «останньої милі» є транспортування вантажів до районів, які потребують гуманітарної допомоги. Поставки допомоги іноді можуть дістатися до центрального транспортного вузла в постраждалій області, але не можуть бути розподілені через пошкодження, спричинені стихійним лихом, або відсутність інфраструктури.
Однією з проблем доставки «останньої милі» є пакунки без нагляду. Транспортні компанії, такі як UPS, FedEx, USPS, DHL та інші, залишають посилку без нагляду на підприємстві чи вдома, що піддає предмет(и) впливу погодних умов і ймовірності крадіжки. Одним з рішень розв'язання цієї проблеми є встановлення камер схову в міських центрах. Amazon у Сполучених Штатах розгорнув шафки, де клієнти можуть забрати пакунки, а не залишати їх у себе вдома. Це захищає їх від крадіжок і пошкоджень, а також дозволяє компаніям здійснювати доставку в одне місце, а не в кілька окремих будинків або підприємств. Подібним чином на Тайвані деякі онлайн-постачальники пропонують можливість доставки до магазину за вибором клієнта, щоб клієнт забрав його з магазину. Це не тільки зменшує ймовірність крадіжки та консолідує пакунки, але також може бути запропоновано оплатити покупку в магазині. В Україні за подібним принципом працює доставка товарів мережі Нова Пошта, де посилку можна отримати у найближчому відділенні або ж у камері поштомату без взаємодії з працівниками.
Щоб зменшити витрати, роздрібні продавці дослідили використання автономних транспортних засобів для доставки посилок. Американська компанія Amazon і китайська Alibaba досліджували використання дронів для доставки товарів споживачам. У Європі Німеччина, Британія та Польща експериментували зі службами, які забезпечують автоматичну доставку посилок.

## Використання у пасажирських перевезеннях

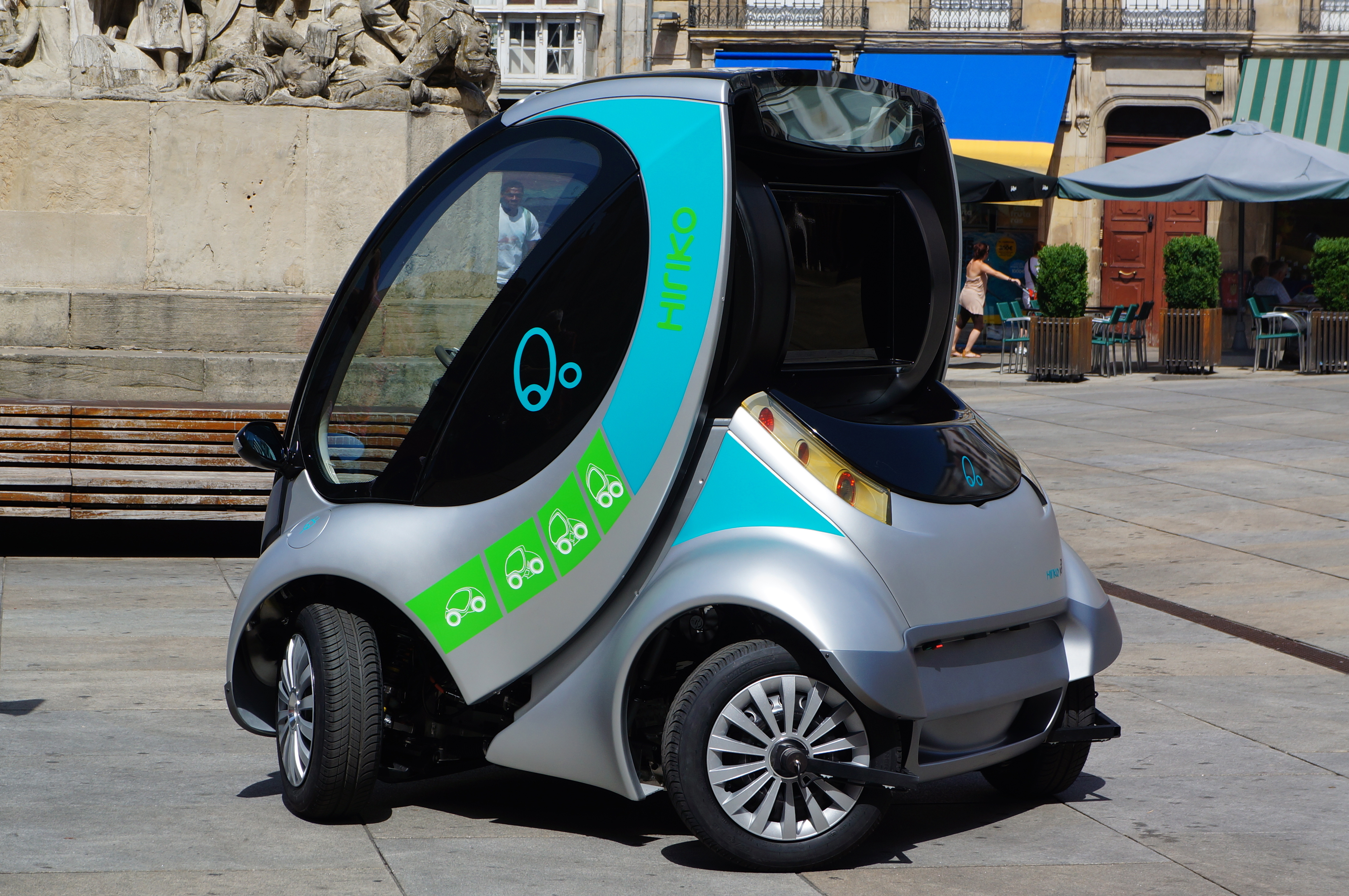
Складаний двомісний міський електромобіль Hiriko планувалося розгорнути в Німеччині в 2013 році, щоб забезпечити останню милю подорожі клієнтам залізниці Deutsche Bahn до кінцевого пункту призначення.

«Остання миля» також описує труднощі доставки людей від транспортного вузла, особливо залізничних станцій, автобусних станцій і поромних причалів, до кінцевого пункту призначення. Коли користувачам важко дістатися з початкового місця розташування до транспортної мережі, сценарій може бути відомий як «проблема першої милі». У Сполучених Штатах моделі землекористування збільшили відстань між житлом та робочими місцями через меншу щільність забудови. Передмістя, часто не знаходяться в межах пішої досяжності від наявних варіантів громадського транспорту. Тому використання громадського транспорту в цих областях часто менш практичне. Критики стверджують, що це сприяє покладенню на автомобілі, що призводить до збільшення заторів, забруднення та розростання міст. 
Розв'язання проблеми «останньої милі» в громадському транспорті включання використання автобусів-підсилювачів, велосипедну інфраструктуру та реформу міського планування. Інші методи полегшення проблеми «останньої милі», такі як системи велопрокату , програми спільного використання автомобілів  тощо були запропоновані з різним ступенем прийняття. Наприкінці 2015 року компанія Ford Motor Company отримала патент на «самохідне моноколесо, яке можна зчепити з транспортним засобом», яке покликане стати розв'язанням проблеми останньої милі.  Програми спільного використання велосипедів були успішно реалізовані в Європі та Азії, і починають впроваджуватися в Північній Америці.   Починаючи з кінця 2017 року, на ринку з’явилися послуги мікромобільності, які надають такі послуги, як прокат електричних самокатів або велосипедів з електропідсилювачами . Дворежимні транспортні засоби, які можуть працювати як на інфраструктурі, так і за її межами, також розглядаються як розв'язання проблеми першої та останньої милі. Один і той же дворежимний транспортний засіб може здійснювати поїздку до станції та від станції далі за допомогою інфраструктури.